# Kuhtor
Pour l’article homonyme, voir Kuhtor (Rostock).

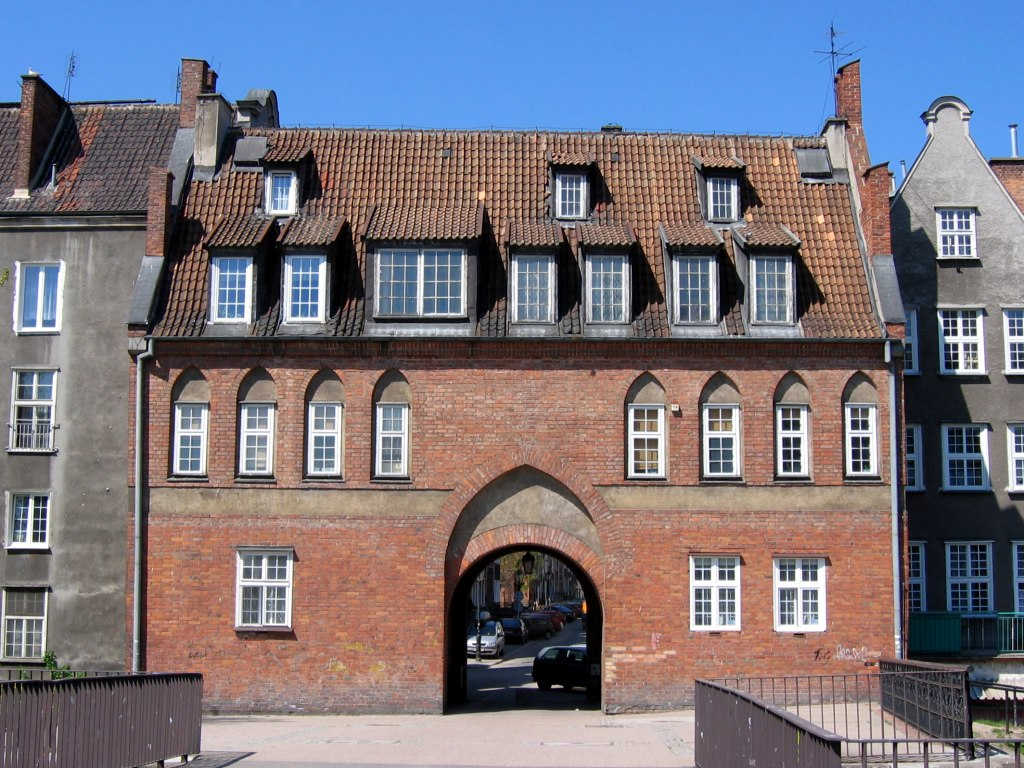
La porte des vaches

La Kuhtor (littéralement, Porte des vaches ; en polonais Brama Krowia) est une porte de ville située à Gdansk sur la rivière Motlawa.

## Histoire
La porte des vaches a été construite au XIVe siècle dans le style gothique. À l'origine, la porte des vaches n'avait qu'un passage assez étroit. La porte relie l'allée des chiens (en polonais  ul. Ogarna) au pont des vaches (en polonais Most Krowi). Elle doit son nom au fait que les vaches étaient conduites à travers la porte de l'abattoir de Speicherinsel.
Lorsque le pont des vaches en bois a été remplacé par un pont-levis en fer en 1901/02, la porte à vaches a été entièrement reconstruite, elle a reçu un large passage.
La porte a été en grande partie détruite en 1945. Lors de la reconstruction, l'aspect gothique d'origine a été restauré, les murs gothiques conservés étant intégrés dans la nouvelle maçonnerie. La porte abrite la Société polonaise d'études touristiques et régionales.

## Galerie

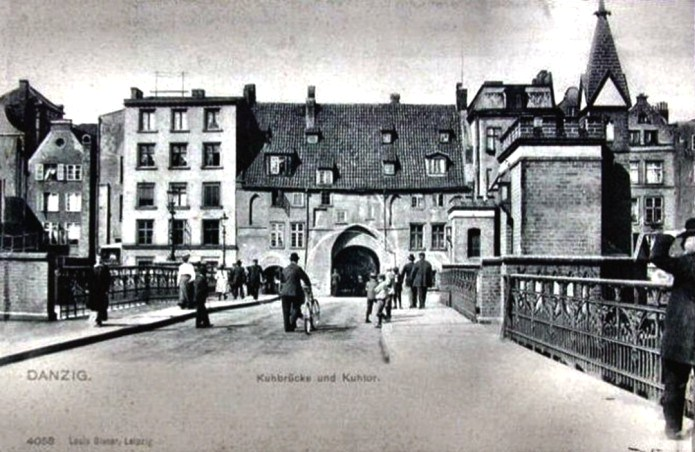
Carte postale ancienne de la porte des vaches avec pont des vaches, vers 1900
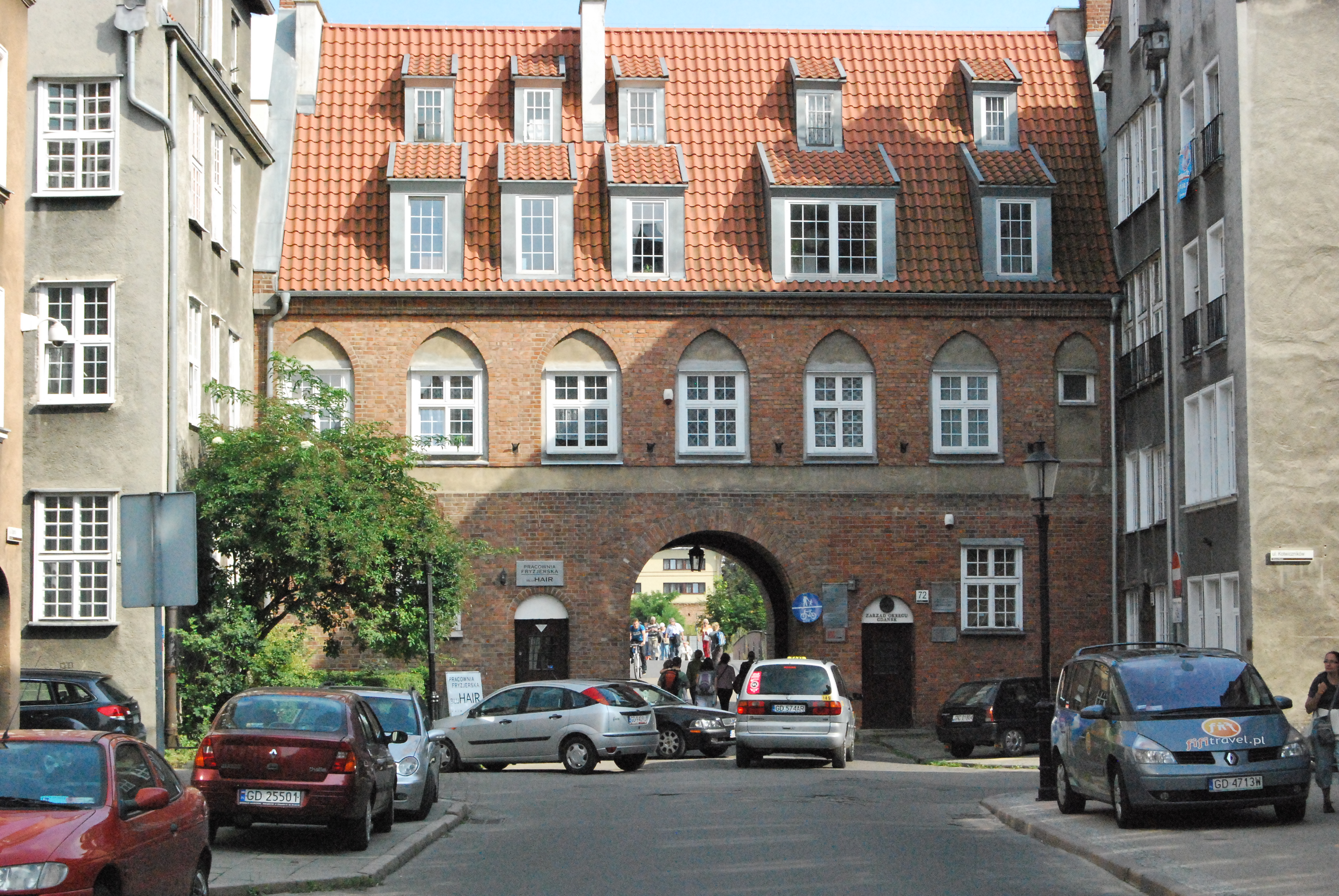
Vue arrière
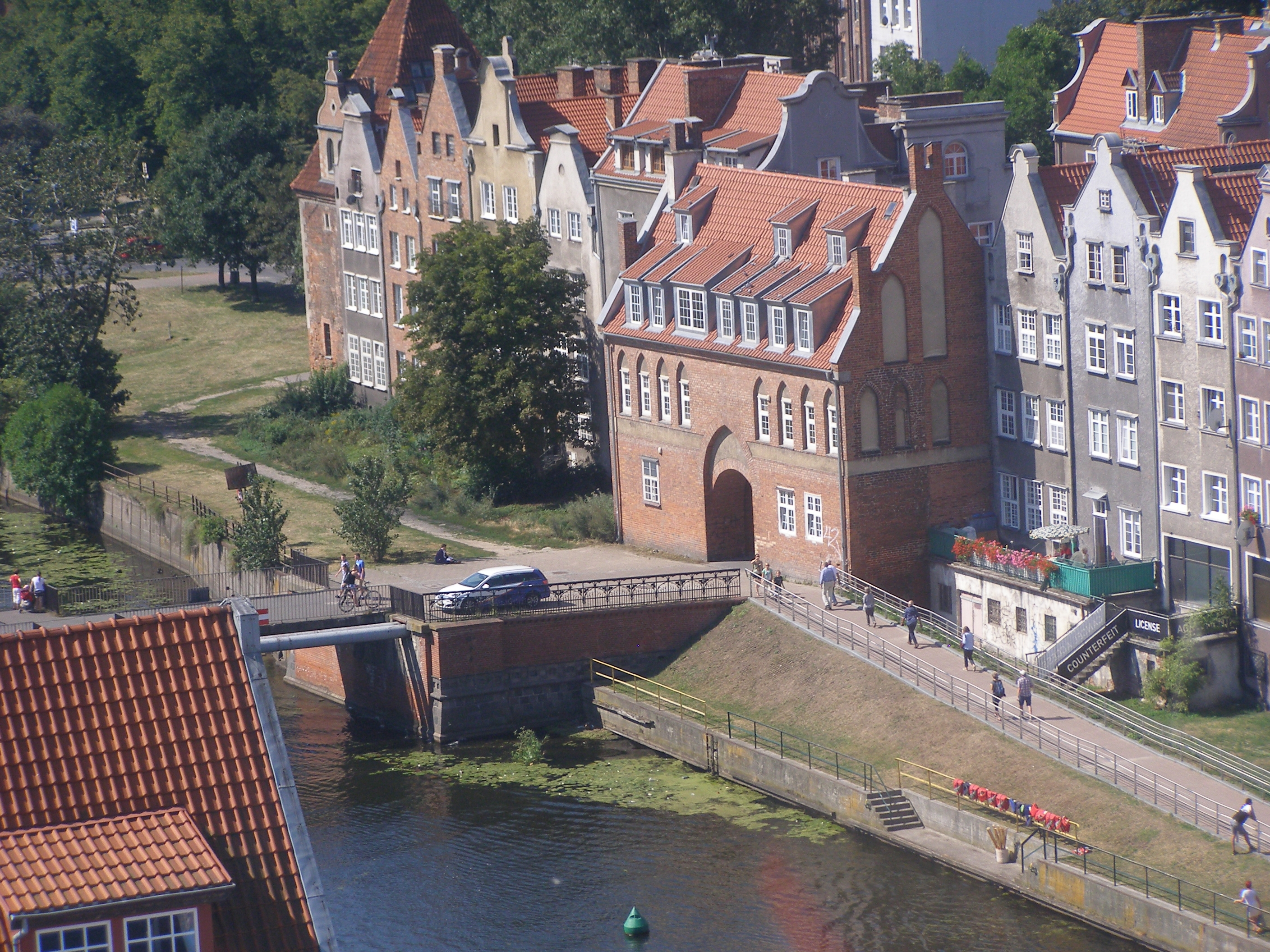
Vue aérienne
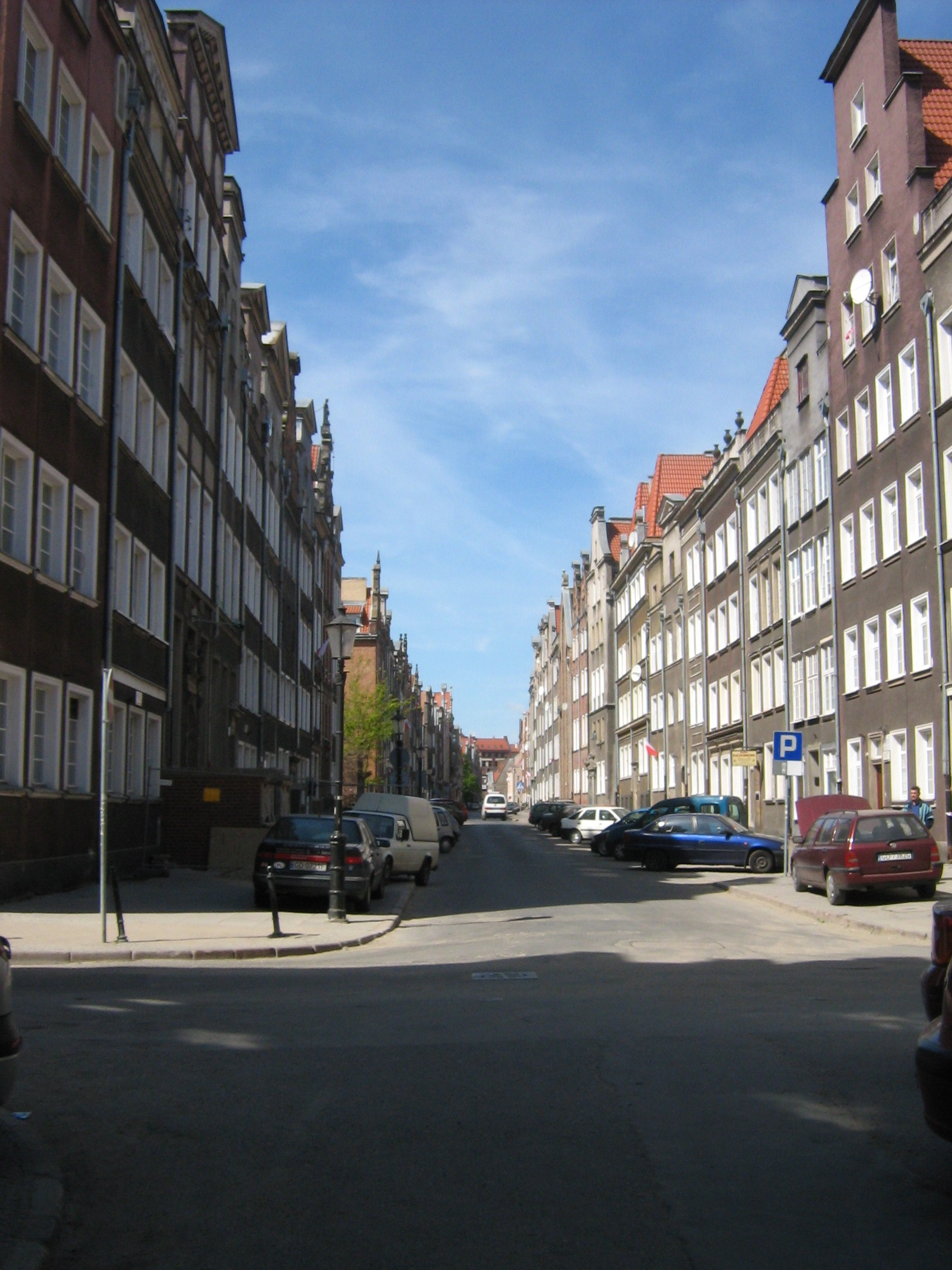
Allée de chien

## Littérature
- Maria Bogucka : Das alten Danzig, Koehler et Amelang, Leipzig 1987,  (ISBN 3-7338-0033-8)